# Letenský zámeček
Letenský zámeček se nachází v Praze v Letenských sadech. Je to jednopatrová novorenesanční budova s dvoupatrovou věží na nároží. Hlavní vchod v lodžii nad dvouramenným schodištěm je orientován na jih. Zámeček byl postaven v roce 1863 Vojtěchem Ignácem Ullmannem. Je chráněn jako kulturní památka České republiky.
V blízkosti Letenského zámečku se nachází Letenský kolotoč a hřiště na pétanque. V roce 1891 byla u příležitosti Jubilejní zemské výstavy u zámečku zbudována horní stanice lanové dráhy na Letnou a konečná stanice první pražské elektrické tramvaje.
V zámečku se nachází restaurace, kterou má od MČ Praha 7 dlouhodobě pronajatou společnost Nonet vlastněná bývalým poslancem Miroslavem Janstou a bývalými manažery developerské společnosti ECM Karlem Heinzem Hauptmannem, Milanem Janků a Peterem Fellegim.

## Galerie

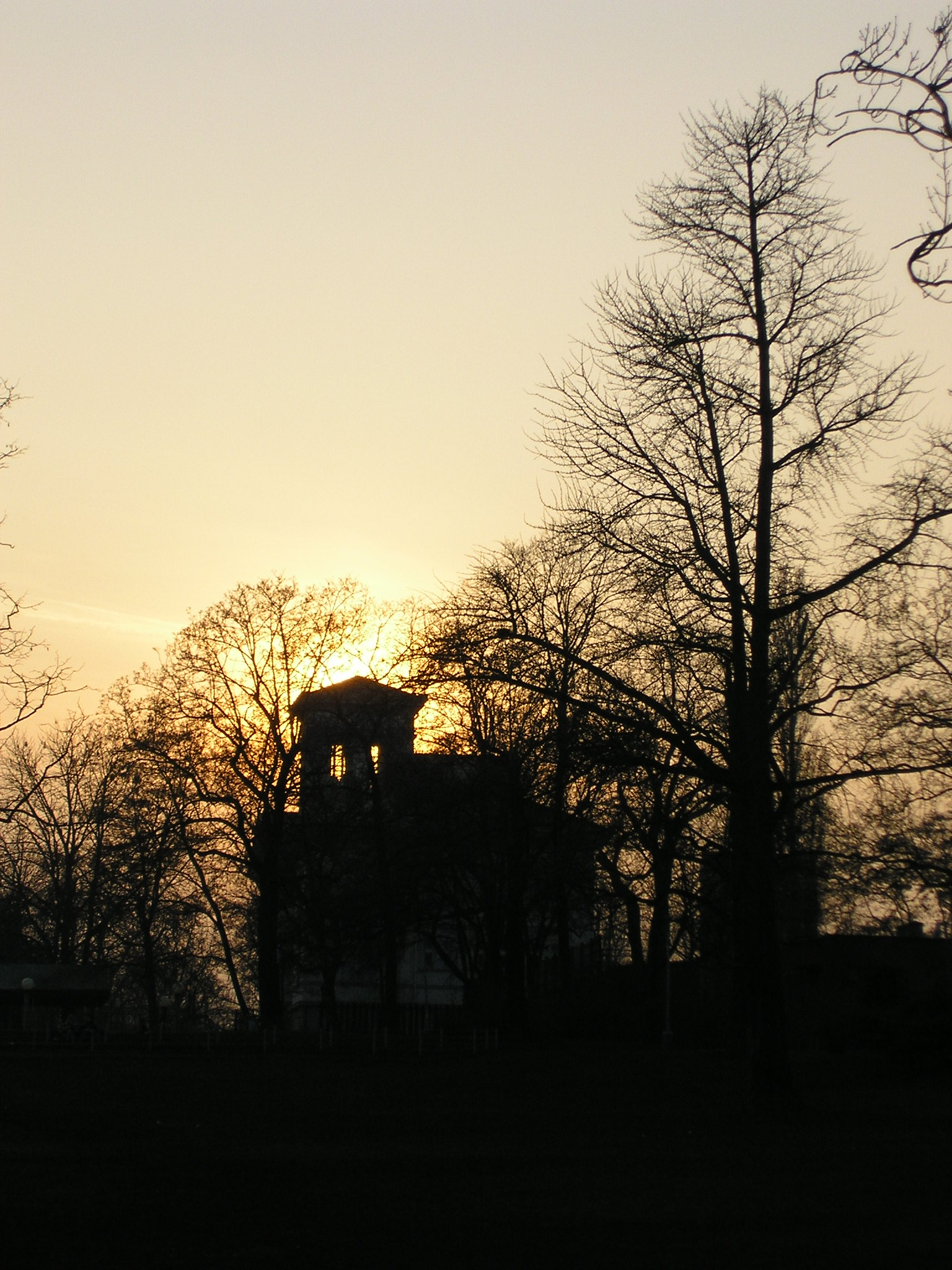
Letenský zámeček při západu slunce
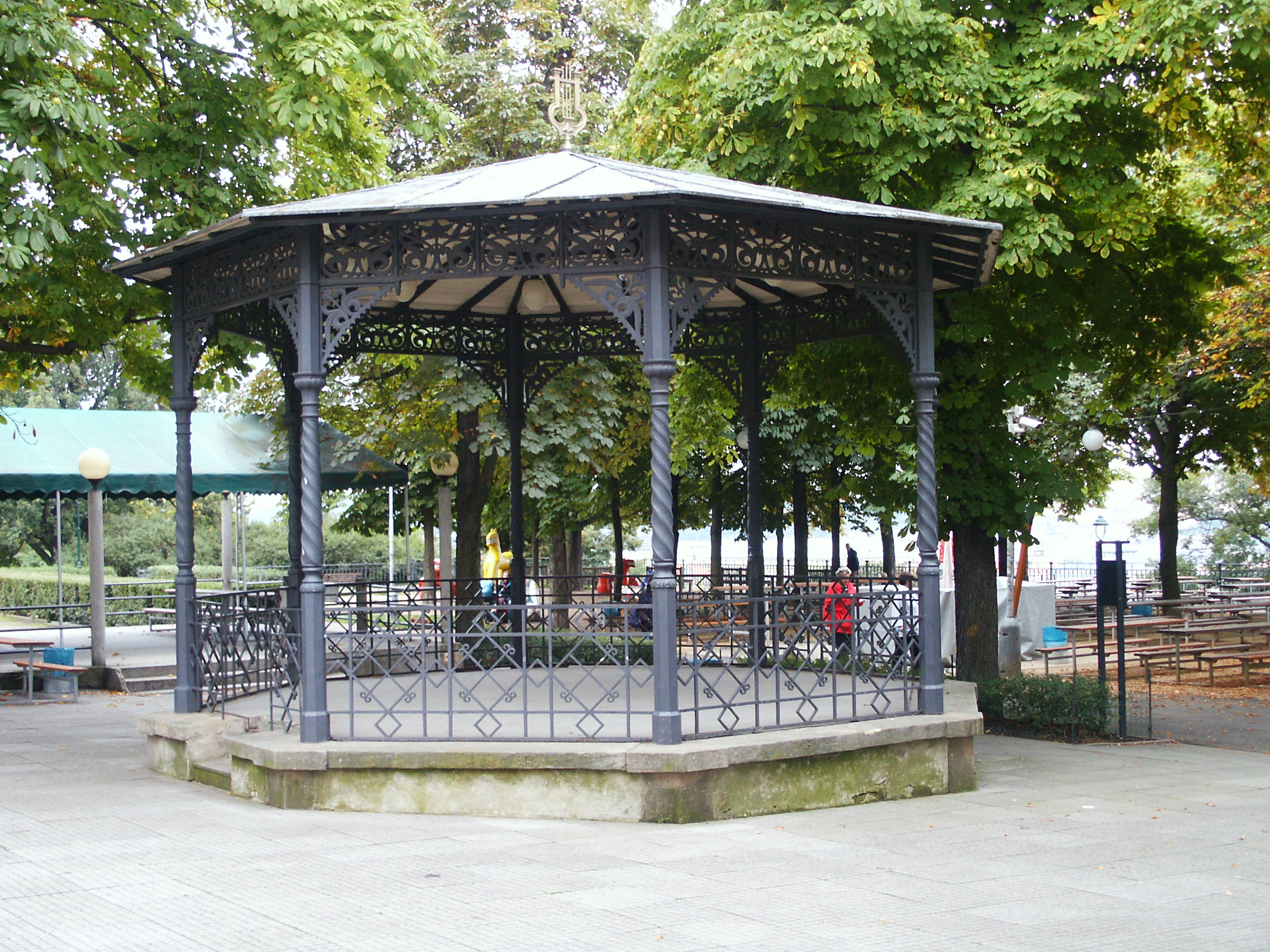
Hudební altán před Letenským zámečkem
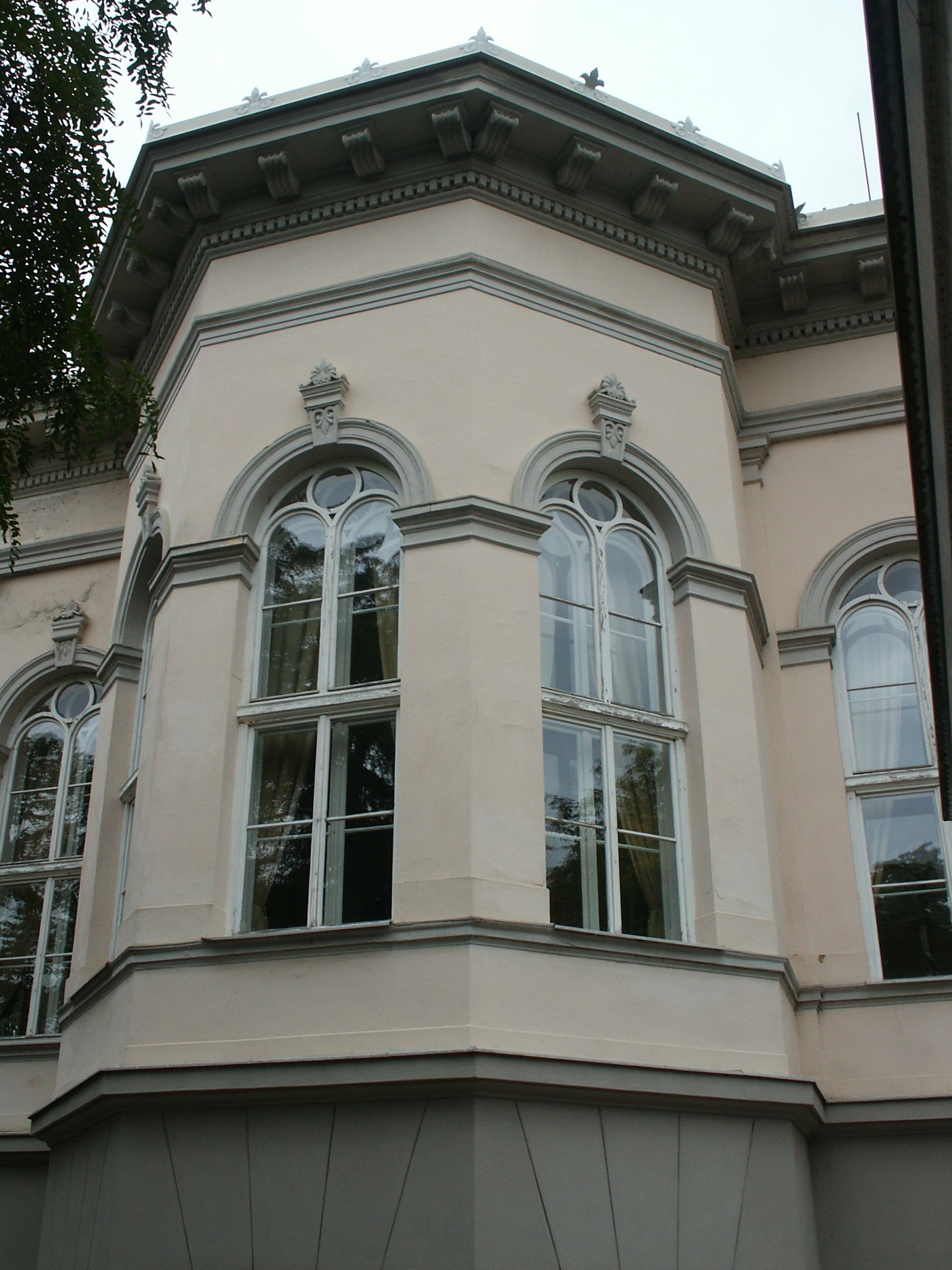
Letenský zámeček - detail fasády
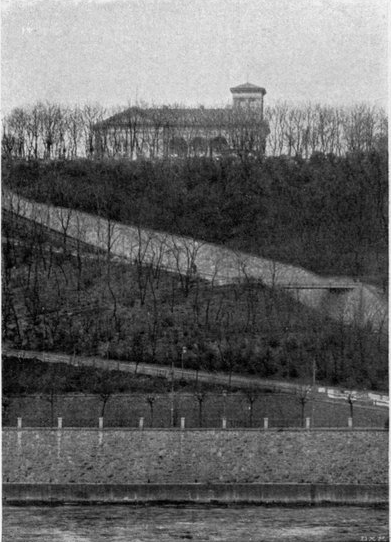
Letenský zámeček na přelomu 19. a 20. století - pohled od Vltavy